# Сарабук
Сарабук (осет. Сарабукъ) — село в Закавказье, расположено в Цхинвальском районе Южной Осетии, фактически контролирующей село; согласно юрисдикции Грузии — в Горийском муниципалитете.
Село находится к северо-востоку от Цхинвала, к северо-западу от села Дменис и к северу от Еред (Эредви).

## Население
Село населено этническими осетинами. По переписи 1989 года в селе жило 280 жителей, из которых осетины составили 100 %. По переписи населения 2015 года — 79 человек.

## История
В ходе южноосетинского конфликта, в период 1989-1992 года село пострадало во время этнических чисток осетинских поселений, многие жители или погибли, или были вынуждены бежать в Цхинвал либо в Россию.
4 августа 2004 года рядом с селом была обстреляна машина российского парламентария Андрея Кокошина, поехавшего по несогласованному маршруту. 17 августа, по заявлению МВД Грузии, около села Эредви погибли двое или трое грузинских военных; по их информации, обстрел шёл со стороны расположенной рядом с селом Сарабуки высоты Цвериахо. Начальник краевой полиции утверждал, что обстрел вёлся из крупнокалиберного оружия, установки «Град» и гаубиц Д-30. К утру 18 августа грузины провели штурм села, применив пехоту и 2 БМП.
Сообщалось, что накануне и в ходе российско-грузинской войны 2008 года село подвергалось обстрелам грузинской артиллерии, в основном со стороны грузинского села Эредви[нужен лучший источник]. Согласно другим источникам, у села, наоборот, с 3 июля 2008 года размещались позиции грузинских сил ССПМ, и они с конца июля  подвергались обстрелам осетинских сепаратистов. 10 августа 2008 года село было оставлено грузинскими силами без боя[нужен лучший источник]. После Августа 2008 года село находится под контролем властей РЮО.
К 2010 году село восстановлено не было; люди жили в палатках.

## Известные уроженцы
- Миндиашвили, Серго Виссарионович — осетинский и грузинский поэт, прозаик, переводчик, заслуженный деятель культуры
- Алборты, Хаджи-Умар Нестерович (1939—2011) — юго-осетинский поэт и литературовед

## Топографические карты
- Лист карты K-38-65 Ленингори. Масштаб: 1 : 100 000. Издание 1979 г.